# Pogyerej
Pogyerej (románul: Podirei) falu Romániában, Erdélyben, Beszterce-Naszód megyében.

## Fekvése
Kentelke közelében fekvő település.

## Története
Pogyerej korábban Kentelke része volt, 1956 körül vált külön, ekkor 94 lakosa volt.
1966-ban 104, 1977-ben 118 román lakosa volt. A 2002-es népszámláláskor pedig 119 lakosából 110 román, 1 magyar, 8 cigány volt.